# داستان‌های مانستر هانتر
داستان‌های مانستر هانتر (انگلیسی: Monster Hunter Stories) یک بازی ویدئویی نقش‌آفرینی ساخته شده توسط کپ‌کام و مارولوس می‌باشد که به عنوان یکی از سری بازی‌های مانستر هانتر برای نینتندو ۳دی‌اس در سال ۲۰۱۷ منتشر شد.